# ステラ属
ステラ属はグラム陰性の非芽胞形成偏性好気性有柄細菌。六つの突起を有し、属名はその形状に因みラテン語の星から採られた。酢酸菌科に属し、基準種はステラ・フモサ。GC含量は69.3から73.5。
主に土壌に生息する。酢酸菌の一種であるが、エタノールを酸化して酢酸を生産する能力がない。ピルビン酸、酢酸、リンゴ酸、乳酸、クエン酸、グルコン酸等を利用するが、ギ酸やプロピオン酸、吉草酸などはうまく利用できない。